# 湯馬士·連干
湯馬士·愛德華多·連干·赫爾南德斯（Tomás Eduardo Rincón Hernández，1988年1月13日—），是委內瑞拉的職業足球運動員，司職防守中場，現效力於巴西足球甲級聯賽球隊桑托斯。

## 榮譽

### 球會
塔奇拉競技
- 委內瑞拉足球超級聯賽: 2007–08

### 個人
- 2011年美洲國家盃Adidas'最佳球員

## 外部連結
- HSV Profile （页面存档备份，存于） （德文）
- 湯馬士·連干在 National-Football-Teams.com 上的出场纪录
- Tomás Rincón （页面存档备份，存于） at kicker.de （德文）